# The College Dropout
The College Dropout es el álbum debut del rapero estadounidense Ye, lanzado el 10 de febrero de 2004 mediante Roc-A-Fella Records. Fue grabado en un periodo de cuatro años, comenzando en 1999. Antes del lanzamiento del álbum, Ye había trabajado en el álbum de Jay-Z The Blueprint (2001), con el que atrajo la atención con su estilo melódico y sentimental de producción. Producido completamente por Ye, The College Dropout incluye colaboraciones de Jay-Z, John Legend, Ervin "EP" Pope, Miri Ben-Ari, Syleena Johnson y Ken Lewis. En sus letras, Ye se preocupa por temas como la familia, la religión, la autoconciencia, el materialismo y las luchas personales, mientras que descarta el prototipo dominante de gánster del hip hop.

Desde su lanzamiento, The College Dropout disfrutó del éxito comercial y de la crítica. El álbum debutó en el número dos de la lista Billboard 200 estadounidense, vendiendo 441.000 copias en su primera semana y tres de sus sencillos estuvieron en las diez primeras posiciones. El álbum recibió la aclamación internacional de la mayoría de críticos y ganó un premio Grammy por el Mejor Álbum Rap en la gala de los 47.os Premios Grammy. Según un reporte de junio de 2013 de Nielsen SoundScan, The College Dropout vendió 3,3 millones de copias en los Estados Unidos, donde se convirtió en el álbum más vendido de West.
La revista especializada Rolling Stone lo colocó en el puesto #10 en su lista de los mejores álbumes de la década de 2000, #298 en su lista de los 500 mejores álbumes de todos los tiempos, y #19 en su lista "100 Best Debut Albums of All Time". 

## Listado de canciones

### CD
- Todas las canciones producidas por Kanye West excepto "Last Call", coproducida junto a Evidence.

| N.º | Título                                                                                              | Música | Sample(s) | Duración |  |
| 1.  | «Intro» (West)                                                                                      | *Voz: DeRay Davis | | 0:19     |  |
| 2.  | «We Don't Care» (West/Vannelli)                                                                     | * Voces adicionales: John Legend, Riccarda Watkins, Keyshia Cole, Terence Hardy, Diamond Alabi-Isama, James "JT" Knight - Violín: Miri Ben-Ari | * Contiene un sample de "I Just Wanna Stop" realizado por The Jimmy Castor Bunch | 3:59     |  |
| 3.  | «Graduation Day» (West)                                                                             | * Piano y voz: John Legend - Violín: Miri Ben-Ari                                                                                              | | 1:22     |  |
| 4.  | «All Falls Down» (con Syleena Johnson) (West/Hill)                                                  | * Guitarra: Eric "E-Bass" Johnson - Guitarra acústica: Ken Lewis                                                                               | * Contiene una interpolación de "Mystery of Iniquity" realizada por Lauryn Hill | 3:43     |  |
| 5.  | «I'll Fly Away» (Brumley)                                                                           | * Voces adicionales: Tony Williams, Deray - Piano: Ervin "EP" Pope                                                                             | | 1:09     |  |
| 6.  | «Spaceship» (con GLC, Consequence) (West/Williams/Harris/Mills/Gaye/Gordy/Greene)                   | * Voces adicionales: Tony Williams, John Legend                                                                                                | * Contiene un sample de "Distant Lover" realizado por Marvin Gaye | 5:24     |  |
| 7.  | «Jesus Walks» (West/Smith)                                                                          | * Voces adicionales: John Legend - Violín: Miri Ben-Ari                                                                                        | * Contiene un sample de "Walk with Me" realizado por The ARC Choir - Contiene un sample vocal de "(Don't Worry) If There's a Hell Below, We're All Going to Go" realizado por Curtis Mayfield | 3:13     |  |
| 8.  | «Never Let Me Down» (con Jay-Z, J. Ivy) (West/Carter/Richardson/Bolton/Kulick)                      | * Coros: John Legend, Tracie Spencer - Sample recreado y realizado por Ken Lewis                                                               | * Contiene un sample de "Maybe It's the Power of Love" realizado por Blackjack | 5:24     |  |
| 9.  | «Get 'Em High» (con Talib Kweli, Common) (West/Greene/Lynn)                                         | * Voces adicionales: Sumeke Rainey | | 4:49     |  |
| 10. | «Workout Plan» (West)                                                                               | * Voz: Candis Brown, Brandi Kuykenvall, Tiera Singleton                                                                                        | | 0:46     |  |
| 11. | «The New Workout Plan» (West)                                                                       | * Voces adicionales: John Legend, Sumeke Rainey - Violín: Miri Ben-Ari                                                                         | | 5:22     |  |
| 12. | «Slow Jamz» (con Twista, Jamie Foxx) (West/Mitchell/Bacharach/David)                                | * Voces adicionales: Aisha Tyler - Guitarra: Glen Jefferey                                                                                     | * Contiene un sample de "A House is Not a Home" realizado por Luther Vandross | 5:16     |  |
| 13. | «Breathe In, Breathe Out» (con Ludacris) (West/Miller)                                              | * Violines: Miri Ben-Ari | | 4:06     |  |
| 14. | «School Spirit Skit 1» (West)                                                                       | | | 1:18     |  |
| 15. | «School Spirit» (West/Franklin)                                                                     | * Voces adicionales: Tony Williams | * Contiene un sample de "Spirit in the Dark" realizado por Aretha Franklin | 3:02     |  |
| 16. | «School Spirit Skit 2» (West)                                                                       | - Voz: Deray | | 0:43     |  |
| 17. | «Lil Jimmy Skit» (West)                                                                             | * Voces adicionales de Tony Williams - Piano: Ervin "EP" Pope                                                                                  | | 0:53     |  |
| 18. | «Two Words» (con Mos Def, Freeway, The Harlem Boys Choir) (West/Smith/Pridgen/Wilson/Wilson/Wilson) | * Keyboards: Keith Slattery - Violines: Miri Ben-Ari                                                                                           | * Contiene un sample de "Peace and Love (Amani Na Mapenzi) - Movement III (Encounter)" realizado por Mandrill                                                                                 | 4:26     |  |
| 19. | «Through the Wire» (West/Foster/Keane/Weil)                                                         | | * Contiene un sample de "Through the Fire" realizado por Chaka Khan | 3:41     |  |
| 20. | «Family Business» (West)                                                                            | * Voces adicionales: Thomasina Atkins, Linda Petty, Beverly McCargo, Lavel Mena, Thai Jones, Kevin Shannon, Tarey Torae - Piano: Josh Zandman  | * Contiene un sample de "Fonky Thang" realizado por The Dells - Instrumentación adicional: Ken Lewis                                                                                          | 4:38     |  |
| 21. | «Last Call» (West/Perretta)                                                                         | * Voces adicionales: John Legend, Tony Williams, Ken Lewis - Percusión: Ken Lewis                                                              | * Contiene un sample de "Mr. Rockefeller" por Bette Midler | 12:40    |  |

### LP
| Side one |                  |          |  |
| N.º      | Título           | Duración |  |
| 1.       | «We Don't Care»  |          |  |
| 2.       | «Graduation Day» |          |  |
| 3.       | «All Falls Down» |          |  |
| 4.       | «Spaceship»      |          |  |
| 5.       | «Jesus Walks»    |          |  |

| Side two |                        |          |  |
| N.º      | Título                 | Duración |  |
| 1.       | «Never Let Me Down»    |          |  |
| 2.       | «Get Em High»          |          |  |
| 3.       | «The New Workout Plan» |          |  |
| 4.       | «Through the Wire»     |          |  |

| Side three |                          |          |  |
| N.º        | Título                   | Duración |  |
| 1.         | «Slow Jamz»              |          |  |
| 2.         | «Breathe in Breathe Out» |          |  |
| 3.         | «School Spirit»          |          |  |
| 4.         | «Two Words»              |          |  |

| Side four |                   |          |  |
| N.º       | Título            | Duración |  |
| 1.        | «Family Business» |          |  |
| 2.        | «Last Call»       |          |  |

## Nominaciones
The College Dropout consiguió 7 nominaciones en los Grammys de 2005, ganando 2 de ellas por Mejor canción de rap y Mejor álbum de Rap
Mejor Album De Rap por The College Dropout:Gano
Mejor Canción de Rap por Jesus Walks:Gano
Mejor Colaboración de Rap por All Falls Down (Con Syleena Johnson):Derrota ante Yeah de Usher, Lil Jon y Ludacris
Mejor Colaboración de Rap por Slow Jamz (con Twista y Jamie Foxx):Derrota ante Yeah de Usher, Lil Jon y Ludacris
Mejor Performance de Rap en solo por Through the Wire:Derrota ante 99 Problems de Jay-Z
Canción del año por Jesus Walks:Derrota ante Daughters de John Mayer
Album del año por The College Dropout:Derrota ante Genius Loves Company de Ray Charles y más artistas

## Lecturas recomendadas
- Brown, Jake (2006). Kanye West in the Studio: Beats Down! Money Up! (2000-2006). Colossus Books. ISBN 0-9767735-6-2.
- Hess, Mickey (2007). Icons of Hip Hop: an Encyclopedia of the Movement, Music, and Culture. Greenwood Publishing Group. ISBN 0-313-33904-X.
- West, Donda; Hunter, Karen (2007). Raising Kanye: Life Lessons from the Mother of a Hip-Hop Superstar. Simon and Schuster. ISBN 1-416-54470-4.